# Mark Pembridge
Mark Anthony Pembridge (Merthyr Tydfil, 29 novembre 1970) è un allenatore di calcio ed ex calciatore gallese, di ruolo centrocampista.